# Пентафторхлорбензол
Пентафторхлорбензол — органическое соединение, полигалогензамещённый бензол, используемый в органическом синтезе преимущественно для получения разнообразных полифторированных ароматических соединений.

## Получение
Препаративный метод получения пентафторхлорбензола заключается в реакции гексахлорбензола с фторидом калия при автоклавировании. От примесного гексафторбензола его отделяют фракционной перегонкой, а другой примесный продукт гексафторксилол отделяют азеотропной отгонкой с четырёххлористым углеродом.

## Строение и физические свойства
Пентафторхлорбензол растворим в большинстве стандартных органических растворителей (тетрагидрофуране, диэтиловом эфире, ацетонитриле, диметилформамиде, диоксане, бензоле, метаноле и др.).

## Химические свойства

### Нуклеофильное замещение
Полифторированные ароматические соединения склонны к реакциям ароматического нуклеофильного замещения, причём если в молекуле присутствует другой галоген, то замещается именно атом фтора, причем находящийся в пара-положении к другому галогену. Для пентафторхлорбензола известен ряд подобных реакций замещения под действием разных нуклеофилов. Аммонолиз водным аммиаком при нагревании даёт 4-хлортетрафторанилин, однако в присутствии солей меди(I) происходит также замещение атома хлора. Аналогичные реакции протекают с гидразином, диэтиламином, пиперидином, пирролидином, морфолином, 1H-бензотриазолом и имидазолом.
Пентафторхлорбензол реагирует также с O-, S-, P- и C-нуклеофилами. Например, при действии трет-бутилата калия он превращается в 1-трет-бутокси-4-хлортетрафторбензол с выходом 87 %.
Бифункциональные нуклеофилы (аминоспирты, диолы и диамины) на первой стадии дают продукты замещения по пара-положению, а затем в основной среде вступают в повторное замещение с циклизацией.

### Обмен галогена на металл
Пентафторхлорбензол вступает в реакции с металлами: при этом реагирует преимущественно атом хлора. Реактив Гриньяра получают по реакции с магнием или изопропилмагнийбромидом. При введении полученного реактива Гриньяра в реакцию с углекислым газом с высоким выходом получается пентафторбензойная кислота.